# Station Kolham
Station Kolham (geografische afkorting Kh) was een stopplaats aan de Woldjerspoorweg tussen Groningen en Weiwerd. De stopplaats was in gebruik van 1 juli 1929 tot 5 mei 1941.
Het stationsgebouw - van het standaardtype Woldjerspoor uit 1929 - was enige tijd de Vrije Evangelisatie Kapel Rehoboth. Het is thans in gebruik als woonhuis en heeft de status van rijksmonument.